# Paulo Vilouta
Paulo Hernán Vilouta (Buenos Aires, 29 de octubre de 1965) es un periodista y relator deportivo argentino. Se ha desempeñado como relator de fútbol en Radio La Red y como columnista en distintos programas.

## Trayectoria
Identificado con Torneos y Competencias, por Radio La Red y América TV. Durante 2016 trabajo en Fútbol para todos. Sus coberturas han sido criticadas por confundir el resultado o los nombres de los jugadores, y su falta de profesionalismo. En 1989 fue uno de los panelistas de Polémica en el fútbol, por América TV y panelista en Intratables, donde, a fines de 2018, fue temporalmente conductor tras la partida de Santiago del Moro. Fue panelista desde 2012 hasta 2015 de El show del fútbol. Desde 2020 conduce El noti de A24, por ese canal en horario de la tarde. Entre 2023 y 2024, fue panelista de Desayuno americano, conducido por Pamela David, en América TV.

## Coberturas
Del vestuario al camarínPaulo Vilouta habló del «chiste» de Brancatelli en los MFPaulo Vilouta